# Härkeberga socken
Härkeberga socken i Uppland ingick i Trögds härad, ingår sedan 1971 i Enköpings kommun och motsvarar från 2016 Härkeberga distrikt.
Socknens areal är 18,54 kvadratkilometer, allt land. År 2000 fanns här 180 invånare. Kyrkbyn Härkeberga med sockenkyrkan Härkeberga kyrka ligger i socknen.  

## Administrativ historik
Härkeberga socken har medeltida ursprung.
Vid kommunreformen 1862 övergick socknens ansvar för de kyrkliga frågorna till Härkeberga församling och för de borgerliga frågorna bildades Härkeberga landskommun. Landskommunen uppgick 1952 i Norra Trögds landskommun som 1971 uppgick i Enköpings kommun. Församlingen uppgick 2010 i Litslena församling som 2013 uppgick i Villberga församling.
1 januari 2016 inrättades distriktet Härkeberga, med samma omfattning som församlingen hade 1999/2000. 
Socknen har tillhört län, fögderier, tingslag och domsagor enligt vad som beskrivs i artikeln Trögds härad. De indelta soldaterna tillhörde Upplands regemente, Lagunda/Hagunda kompani samt Livregementets dragonkår, Sigtuna skvadron.

## Geografi
Härkeberga socken ligger nordost om Enköping. Socknen är en odlad slättbygd med kuperad skogsbygd i sydväst.

## Fornlämningar
Från bronsåldern finns sprida gravrösen, skärvstenshögar, flera skålgropsförekomster och omkring 20 hällristningar. Från järnåldern finns flera gravfält.

## Namnet
Namnet skrevs 1314 Herkebiærghum och kommer från kyrkbyn. Efterleden innehåller berg. Förleden har antagits innehålla hark, möda, besvär, uselt tillstånd' syftande på mager och stenbunden jord.